# EVE Echoes
EVE Echoes — мобильная массовая многопользовательская онлайн-игра с научно-фантастическим сюжетом, действие которой разворачивается в космосе. Спин-офф компьютерной игры EVE Online.
Доступна для устройств на базе iOS и Android. Игра разработана исландской компанией CCP Games и NetEase. Релиз игры состоялся 13 августа 2020 года. Игроки из всех стран используют для игры один и тот же игровой сервер. В EVE Echoes представлен огромный мир, состоящий из более чем 8000 солнечных систем. Игра доступна на русском, английском, китайском, немецком, французском, испанском и португальском.
Существует бесплатный режим игры (с ограниченными возможностями по развитию персонажа и используемому оборудованию, т. н. альфа-статус) и оплата месячной подписки за внутриигровую валюту (т. н. омега-статус).

## Игровой процесс
Игровой процесс включает в себя функции, которые уже знакомы игрокам Eve Online, такие как добыча полезных ископаемых, исследования, PvP и PvE. В EVE Echoes игроки смогут воздействовать на сложную экономику многопользовательской игры, например, присутствует создание чертежей и производство предметов, также присутствует рынок, управляемый игроками, и игроки имеют возможность создавать свои собственные корпорации и вступать в альянсы.

## Рецензии
- Matthew Sholtz. EVE Echoes is a full-fledged sci-fi MMO, and it's finally available on the Play Store (англ.). Android Police (13 августа 2020). Дата обращения: 21 августа 2020.
- Sean Martin. Eve Echoes review – space to grow (англ.). Pocket Tactics (18 августа 2020). Дата обращения: 21 августа 2020.